# Eisenbahnunfall von Crush

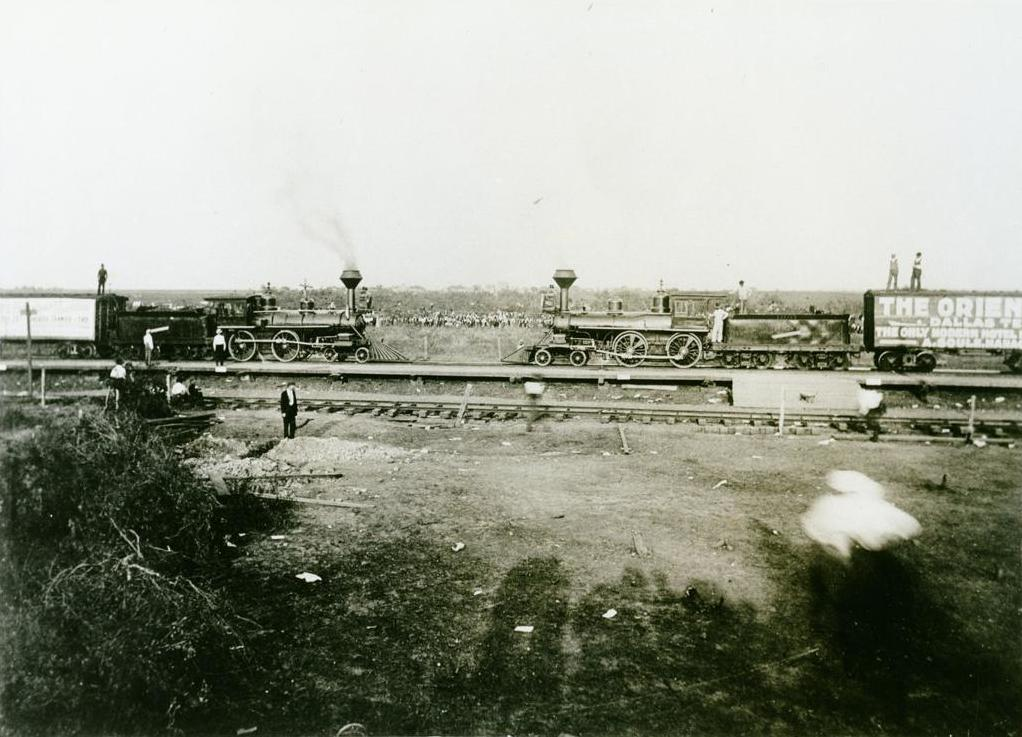
Die Züge, zwei Stunden vor dem Zusammenstoß

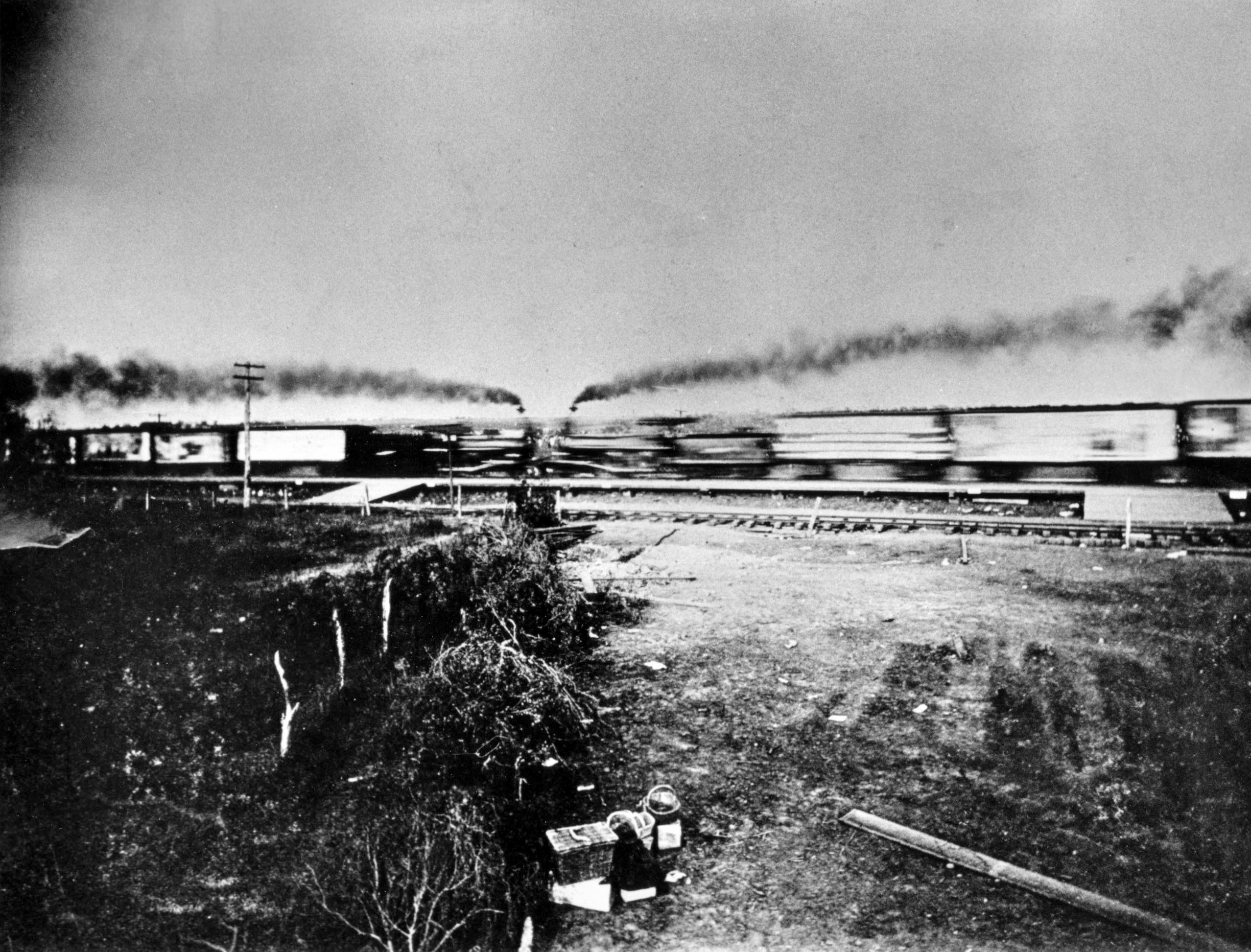
Der Moment des Aufpralls, fotografisch festgehalten von Jervis C. Deane

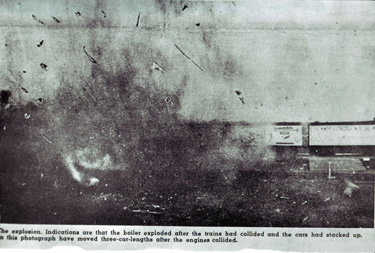
Die Kollision

Der Eisenbahnunfall von Crush (Texas) war ein am 15. September 1896 für sehr viele Zuschauer inszeniertes Ereignis, bei dem die Missouri-Kansas-Texas Railroad zwei Züge absichtlich frontal zusammenstoßen ließ. Drei Tote waren die Folge.

## Vorbereitung
Die Idee für das Spektakel stammte von William George Crush, dem bei der Missouri-Kansas-Texas Railroad für den Personenverkehr insgesamt Verantwortlichen. Die Geschäftsidee dahinter war, dass möglichst viele Schaulustige mit der Missouri-Kansas-Texas Railroad zu dem Ereignis anreisten und die Bahngesellschaft so durch die Fahrkarten Umsatz machte. Eintrittsgeld wurde nicht erhoben, die Fahrkarten kosteten einheitlich aus ganz Texas zwei US-Dollar.
Für das Ereignis wurde an einer Bahnstrecke der Missouri-Kansas-Texas Railroad etwa 5 km südlich des Ortes West im McLennan County vorübergehend eine Zeltstadt, genannt Crush, errichtet. Dazu gehörten zwei Brunnen, die extra angelegt wurden, Zelte des Zirkus Ringling Brothers und eine Tribüne. Parallel zur bestehenden Eisenbahnstrecke wurde eine zweite für das Ereignis gebaut, damit der Verkehr auf der Hauptstrecke nicht gestört wurde.
Die beiden eingesetzten 2’B-Lokomotiven trugen die Nummern 999 (strahlend grün lackiert) und 1001 (knallrot). Beide fuhren Monate vor dem Ereignis durch ganz Texas, um dafür zu werben.
30.000–40.000 Zuschauer reisten zu dem Ereignis an. Das Gedränge war so groß, dass sich der Beginn um eine Stunde verzögerte, bis es der Polizei gelang, die Menschen so weit zurückzudrängen, dass sie davon ausging, dass niemand zu Schaden kommen könne.

## Kollision
Um 17 Uhr wurden die beiden Züge an die entgegengesetzten Enden der 6,5 km langen Strecke gefahren. Sie bestanden aus den beiden Lokomotiven und alten Güterwagen, die mit Bahnschwellen beladen waren. Die Lokomotivführer setzten die Maschinen in Bewegung, wobei vorher genau festgelegt worden war, wie viel Dampf gegeben wurde, damit die Züge auch mittig auf der Strecke vor der Tribüne aufeinandertrafen. Sobald das geschehen war, sprangen die Lokführer ab. Als sich die beiden Züge trafen, fuhr jeder mit etwa 70 km/h.
Womit die Veranstalter nicht gerechnet hatten: Der Zusammenstoß führte bei beiden Lokomotiven zur Kesselexplosion. Trümmer der Fahrzeuge von zum Teil erheblicher Größe wurden mehrere hundert Meter weit geschleudert. Drei Zuschauer wurden tödlich getroffen, zahlreiche wurden verletzt. Der offizielle Fotograf des Ereignisses, Jervis „Joe“ Deane, verlor ein Auge durch einen Bolzen, der ihn traf.

## Nachwirkungen
William George Crush wurde von der Missouri-Kansas-Texas Railroad sofort entlassen. Da aber eine negative Reaktion der Öffentlichkeit auf das Ereignis ausblieb, wurde er am nächsten Tag wieder eingestellt.
Scott Joplin, der sich in der Gegend aufhielt, von dem aber nicht sicher ist, ob er das Ereignis sah, komponierte The Great Crush Collision March, der knapp einen Monat nach dem Ereignis erschien. Das Musikstück enthält Spielanweisungen an die Musiker, wie das Kollisionsgeräusch imitiert werden soll.